# Vicky, el vikingo (película)
Vicky, el vikingo es una película alemana de 2009 dirigida por Michael Herbig, siendo la primera adaptación cinematográfica de la famosa serie de animación.

## Argumento
Una mañana, la pequeña aldea vikinga de Flake es asaltada por los malvados guerreros de Sven el Terrible que secuestran a todos los niños… excepto a Vicky, un particular niño pelirrojo, hijo del Jefe Halvar, que destaca por sus brillantes ideas en los momentos más difíciles. Halvar, el más cabezota de los guerreros vikingos, decide dar caza a los secuestradores y salvar heroicamente a los niños de Flake. Ante la negativa de Halvar de que Vicky viaje con ellos en busca de los niños, el pequeño Vicky se esconde en el barco. Vicky y los valientes vikingos se las verán con fantasmas, espeluznantes villanos, cofres con legendarios tesoros… y mil aventuras más. 

## Reparto
- Jonas Hämmerle: Vicky
- Waldemar Kobus: Halvar de Flake, padre de Vicky
- Nic Romm: Tjure
- Christian Koch: Snorre
- Olaf Krätke: Urobe
- Mike Maas: Gorm
- Patrick Reichel: Ulme
- Jörg Moukaddam: Faxe
- Ankie Beilke: Lee Fu
- Sanne Schnapp: Ylva, madre de Vicky
- Mercedes Jadea Diaz: Ylvi
- Günther Kaufmann: Sven, el terrible
- Christoph Maria Herbst: Pokka
- Bruno Schubert: Jürgen
- Jürgen Vogel: Pi-Pi-Pi-Pirat

- Datos: Q555367
- Multimedia: Vicky the Viking (film) / Q555367